# La coppia dei campioni
La coppia dei campioni è un film italiano del 2016 diretto da Giulio Base.

## Trama
Piero Fumagalli è un industriale milanese leghista e secessionista, che si incontra con il romano Remo, che fa il magazziniere. Entrambi lavorano per una ditta che li ha sorteggiati per andare a Praga a vedere la finale di Champions League, con l'obiettivo di fare una foto davanti alla Coppa, pena il licenziamento. Piero parte con Remo, ma un atterraggio di emergenza causa maltempo in Slovenia li costringe a viaggiare fino a Praga con mezzi di fortuna. Inoltre i due dovranno sopportarsi a vicenda, anche se sono di carattere completamente diverso. Durante il viaggio verso Praga, i due avranno modo di stringere amicizia. Non riusciranno a giungere in tempo a destinazione per fare la foto davanti alla Coppa dei Campioni, ma grazie alla figlia di Piero, che realizzerà un fotomontaggio con i due davanti alla Coppa, salveranno il posto di lavoro.

## Accoglienza
Prodotto con un budget di 2 milioni di euro, la pellicola ha incassato 396.000 euro al botteghino.
Il film riceve critiche negative: Mymovies.it gli assegna 1,7/5, IMDb vota 3,9 su 10 sulla base di 63 recensioni.

## Curiosità
Massimo Boldi aveva già interpretato un personaggio dal cognome Fumagalli, di nome Lorenzo, in Un ciclone in famiglia, fiction nella quale era sempre protagonista. Anche Loredana De Nardis partecipò alla serie, comparendo nella quarta stagione come cognata del personaggio di Boldi. 